# نایجل اسپینک
نایجل اسپینک (به انگلیسی: Nigel Spink) دروازه‌بان فوتبال زادهٔ ۸ اوت ۱۹۵۸ اهل انگلستان بود که سابقهٔ بازی در تیم ملی فوتبال انگلستان را در کارنامهٔ خود دارد. وی در تاریخ ۱۹ ژوئن ۱۹۸۳ تنها بازی ملی خود را در مقابل تیم ملی فوتبال استرالیا انجام داد.